# Rotatiegieten
Rotatiegieten is het spanningsvrij verhitten van kunststofpoeder in een matrijs tot een gevormd kunststofproduct.
Rotatiegieten is, in vergelijking met extrusieblazen, bij de productie van kleine aantallen goedkoper. Dit wordt veroorzaakt door de relatief lage matrijskosten in vergelijking met die van extrusieblazen. Bij grote aantallen daarentegen is het extrusieblazen goedkoper.

## Het productieproces
Een matrijs (een aluminium of plaatstalen vormdeel) wordt gevuld met thermoplastisch poeder (meestal polyetheen (PE), maar ook mogelijk zijn CAB, PMMA, zacht pvc en PC) en gesloten. De matrijs gaat in een grote oven, waarin deze verhit wordt. Door het roteren, in twee loodrecht op elkaar staande assen, smelt de kunststof tegen de matrijswand en neemt die vorm aan. Na afgekoelen wordt het product uit de matrijs genomen. De matrijs wordt weer gevuld met poeder of plastisol (pvc) en het proces herhaalt zich.
Door het spanningsvrij verwerken van de thermoplast (meestal LD-P of MD-PE) ontstaat een naadloos, slagvast product dat elke denkbare uitwendige vorm kan krijgen, zolang deze vorm maar uit de matrijs gelost kan worden.

## De processtappen

Animatie van het rotatie giet proces. Product (product), Mould (matrijs of gereedschap), Plastic (kunststof), Heating (verwarming), Product (gereed product).

1. Opstellen van het programma van eisen
Voor het definiëren van de ontwikkeling is het belangrijk om een programma van eisen (PvE) op te stellen
2. Vullen van de mal met grondstof
Bij het rotatiegieten wordt een vooraf afgewogen hoeveelheid grondstof in poedervorm in de mal geplaatst, waarna de mal gesloten wordt.
3. Opwarmen van de mal
De arm met de desbetreffende mal wordt in de oven ingevoerd, waarna de mal met grondstof opgewarmd wordt tot de juiste smelttemperatuur. Terwijl hij verwarmd wordt, roteert de mal rond zijn verticale en horizontale as. Deze biaxiale rotatie brengt alle binnenoppervlakten van de mal in contact met de smeltende grondstof. De mal blijft roteren in de oven tot alle grondstof erin gesmolten en gelijkmatig opgebouwd en verdeeld is.
4. Koelen van de mal
Terwijl de mal blijft roteren, wordt de rotatiearm naar de koelcabine gebracht. Daar wordt gekoeld met lucht, water of een combinatie van beide. Op die manier worden de mal en de gesmolten laag kunststof afgekoeld. Het koelprocedé gaat door tot het kunststofstuk voldoende afgekoeld is om zijn vorm te behouden.
5. Uit de mal halen van het eindproduct
Na de koeling wordt de rotatiearm naar het los- en laadstation gevoerd. De mal wordt geopend en het kunststofstuk wordt uit de mal gehaald. Als het stuk uit de mal is, wordt de mal weer gevuld en kan het proces weer starten.

## Toepassingen
- Teflon binnenzijde van vloeistofmeters voor de petrochemische industrie
- Drijvers voor de baggerindustrie
- Machineonderdelen
- hectometerpaaltjes
- Kajaks
- Vloeistoftanks
- Ankerkettinghouders
- Speelgoed
- Zandbakken
- Meubelen
- Speelgoedballen
- Poppenkoppen